# Dwór w Miłoszycach
Dwór w Miłoszycach – dwór wybudowany w początkach XIX w., w Miłoszycach.

## Położenie
Dwór położony jest we wsi w Polsce, w województwie dolnośląskim, w powiecie oławskim, w gminie Jelcz-Laskowice.